# Wersja reżyserska
Wersja reżyserska (ang. director’s cut) – odpowiednio przerobiona wersja filmu, rzadziej serialu, teledysku, reklamy czy gry komputerowej, odpowiadająca oryginalnemu zamysłowi reżysera. Wersje reżyserskie zazwyczaj różnią się od wersji kinowej dodanymi, usuniętymi bądź przerobionymi scenami, które w różnym stopniu zmieniają czas trwania filmu. Popularne stały się w latach 80., wraz z rozwojem rynku kina domowego. Jednymi z pierwszych filmów, które doczekały się wersji reżyserskiej, są Wrota niebios Michaela Cimina i Łowca androidów Ridleya Scotta. Zmienione wersje określane bywają również mianem wersji rozszerzonej (extended edition) bądź wersji specjalnej (special edition).
Przyczyną wydawania wersji reżyserskich często jest fakt, iż w większości studiów filmowych reżyser nie ma przywileju decydowania o ostatecznym kształcie filmu, musi więc zastosować cięcia bądź wprowadzić zmiany, których żąda studio. Najczęściej ma to na celu złagodzenie kategorii wiekowej, potencjalnie przekładającej się na większe wpływy ze sprzedaży biletów. Inną przyczyną może być zbyt duża ilość materiału, przekładająca się na dłuższy czas trwania filmu, co może zniechęcić widzów do oglądania go w kinie. W niektórych przypadkach materiał podzielony zostaje na dwa filmy (np. Kill Bill), w innych odpowiednio przycięty, zaś na DVD wydany w wersji kinowej i reżyserskiej do wyboru (np. Władca Pierścieni Petera Jacksona, Terminator II: Dzień sądu Jamesa Camerona). Wersja reżyserska pojawić może się również długo po premierze oryginalnego filmu, z odświeżonymi dźwiękiem i obrazem, poprawionymi efektami specjalnymi, zawierająca nowe sceny, jak np. Czas apokalipsy: Powrót Francisa Forda Coppoli czy E.T. Stevena Spielberga.
Wersje reżyserskie, rozszerzone i specjalne najczęściej wydawane są na potrzeby rynku kina domowego, czasem jednak najpierw wyświetlane są w kinach (np. Czas apokalipsy), zaś kiedy indziej emitowane jedynie przez niektóre telewizje (np. telewizyjna premiera Harry’ego Pottera i Kamienia Filozoficznego na antenie telewizji ABC, zawierająca dodatkowe siedem minut materiału nie pokazanego w kinie ani na DVD).
W przypadku gier komputerowych jako wersję reżyserską oznacza się przeważnie wersję przeznaczoną na inny rynek, głównie japońskie gry wydawane w Europie i Ameryce Północnej (np. Silent Hill 2: Director’s Cut), bądź konwersję na inną platformę (Assassin’s Creed: Wersja reżyserska na PC). Wersje reżyserskie gier zazwyczaj zawierają dodatkowe bonusy, np. scenariusze (Silent Hill 2: Director’s Cut, Bully: Scholarship Edition), zakończenia (Silent Hill 2), tryby rozgrywki (Assassin’s Creed: Wersja reżyserska), bronie, lokacje (Fable: Zapomniane opowieści) itp.

## Ważne wersje reżyserskie/rozszerzone/specjalne filmów
- Aleksander, reż. Oliver Stone
  - wersja oryginalna: 175 min
  - wersja reżyserska: 167 i 214 min
- Amadeusz, reż. Miloš Forman
  - wersja oryginalna: 160 min
  - wersja reżyserska: 180 min
- Avatar, reż. James Cameron
  - wersja oryginalna: 162 min
  - wersja reżyserska: 178 min
- Czas apokalipsy, reż. Francis Ford Coppola
  - wersja oryginalna: 153 min
  - wersja reżyserska (Czas apokalipsy: Powrót): 202 min
- Dawno temu w Ameryce, reż. Sergio Leone
  - wersja oryginalna: 139 lub 229 min
  - wersja reżyserska: 251 min
- Dzień Niepodległości, reż. Roland Emmerich
  - wersja oryginalna: 145 min
  - wersja reżyserska: 153 min
- Gwiezdne wojny, reż. George Lucas
  - wersja oryginalna: 121 (Nowa nadzieja), 124 (Imperium kontratakuje), 134 (Powrót Jedi) min
  - wersja reżyserska: 125 (Nowa nadzieja), 127 (Imperium kontratakuje), 135 (Powrót Jedi) min
- Kaligula, reż. Tinto Brass
  - wersja oryginalna: 210 min
  - wersja reżyserska: 102 lub 156 min
- King Kong, reż. Peter Jackson
  - wersja oryginalna: 188 min
  - wersja reżyserska: 201 min
- Neon Genesis Evangelion, reż. Hideaki Anno – serial telewizyjny, wyświetlany w telewizji i wydany na DVD w kilku różnych wersjach
- Filmy z serii Obcy, reż. Ridley Scott, James Cameron, David Fincher, Jean-Pierre Jeunet
  - wersja oryginalna: 117 min (Obcy – ósmy pasażer Nostromo), 137 (Obcy – decydujące starcie), 114 (Obcy 3), 109 (Obcy: Przebudzenie)
  - wersja reżyserska: 116 min (Obcy – ósmy pasażer Nostromo), 154 (Obcy – decydujące starcie), 145 (Obcy 3), 116 (Obcy: Przebudzenie)
- Okręt, reż. Wolfgang Petersen
  - wersja oryginalna: 149 min
  - wersja reżyserska: 216 lub 293 min
- Tańczący z wilkami, reż. Kevin Costner
  - wersja oryginalna: 181 min
  - wersja reżyserska: 236 min
- Terminator II: Dzień sądu, reż. James Cameron
  - wersja oryginalna: 137 min
  - wersja reżyserska: 152 min
- Władca Pierścieni, reż. Peter Jackson
  - wersja oryginalna: 178 (Drużyna Pierścienia), 179 (Dwie wieże), 201 min (Powrót króla)
  - wersja reżyserska: 208 (Drużyna Pierścienia), 223 (Dwie wieże), 251 min (Powrót króla)